# Władysław Bojarski (prawnik)
Władysław Bojarski (ur. 21 maja 1931 we Wołochach; zm. 27 marca 2000 w Toruniu) – polski profesor nauk prawnych, zajmujący się prawem kanonicznym, prawem rzymskim i prawem rzeczowym.

## Życiorys
W 1949 ukończył Gimnazjum i Liceum w Jarosławiu. Maturę zdał w 1959 roku w Krakowie. Studiował filozofię prawa w Kolegium Filozoficzno-Teologicznym OO. Dominikanów w latach 1952–1959, a następnie prawo na Katolickim Uniwersytecie Lubelskim (1959–1962) i Uniwersytecie Jagiellońskim. Stopień naukowy doktora otrzymał w 1964 za rozprawę zatytułowaną Podstawy prawne „in integrum restitutio” jako nadzwyczajnego środka odwoławczego od wyroków w prawie kanonicznym. W 1971 habilitował się pracą pt. Emfitenza według prawa rzymskiego. Tytuł profesora otrzymał w roku 1991.
Był członkiem Polskiej Akademii Nauk, Towarzystwa Naukowego w Toruniu, Polskiego Towarzystwa Historycznego i Polskiego Towarzystwa Filologicznego. Odbywał staże naukowe we Włoszech, na uniwersytetach w Rzymie, Padwie i Neapolu. W 1965 roku rozpoczął nauczanie prawa rzymskiego. Początkowo na Uniwersytecie Warszawskim, w którym pracował jedynie w roku akademickim 1965/1966. W latach 1966–2000 pracował na Uniwersytecie Mikołaja Kopernika w Toruniu, gdzie pełnił funkcję prorektora (1981–1982) i prodziekana Wydziału Prawa i Administracji (1975–1978). Kierował także Katedrą Prawa Rzymskiego w latach 1972–2000 i Katedrą Prawa Kanonicznego w latach 1991–2000. W latach 1992–2000 pracował również na Uniwersytecie im. Adama Mickiewicza w Poznaniu.
Jego imieniem nazwano ulicę na toruńskim kampusie przy której pod numerem 3 mieści się Wydział Prawa i Administracji Uniwersytetu Mikołaja Kopernika w Toruniu w budynku Collegium Iuridicum Novum.

## Odznaczenia
- Medal Komisji Edukacji Narodowej (1991)